# Les Renardières
 (mai 2018).
EDF Lab Les Renardières, situé à Moret-Loing-et-Orvanne en Seine et Marne, est l'un des trois centres de recherche d'Électricité de France, les deux autres étant situés à Chatou (EDF Lab Chatou) et Saclay (EDF Lab Paris-Saclay).
À 2,5 km à vol d'oiseau, se trouve le poste électrique du Chesnoy qui est assez puissant pour alimenter la station d'essais grande puissance des Renardières permettant d'avoir une puissance de court-circuit de 3 200 MVA.
Le site possède de nombreux laboratoires de recherche, notamment ceux du Laboratoire des matériels électriques (LME).

## Historique
Le site des Renardières qui a fêté ses 50 ans en 2014, possède un laboratoire d'essais diélectriques. Inauguré en mai 1971 par Georges Pompidou, Président de la République Française,. 
Dans ce laboratoire, il était possible de faire des essais de tenue de matériels aux chocs de foudre, par exemple de disjoncteurs à haute tension, avions, etc.
Actuellement, bien qu'évoluant, les moyens d'essais sont recentrés sur les contraintes vues par le réseau de transport d'électricité 420 kV.
Sur la rive opposée de la Seine, à quelques centaines de mètres à vol d'oiseau, se trouve la Centrale électrique de Montereau, dont une partie a été démolie en 2011.

## Un site aux multiples départements
Le site compte trois départements de recherche et regroupe près de 800 personnes à l'année.
- TREE : Technologies et Recherches pour l’Efficacité Énergétique
- LME : Laboratoire des matériels électriques
- MMC : Matériaux et mécanique des composants

## Matériaux et mécanique des composants
Ce département est composé de six groupes.
- Appui aux essais et robinetterie
- Mécanique des matériaux et des structures
- Génie civil et combustible nucléaire
- Métallurgie
- Chimie et matériaux pour l’efficacité énergétique
- Corrosion et électrochimie

90% de l'activité du département est tournée vers le domaine nucléaire (sûreté, performance, maîtrise de l'exploitation, impact sur l'environnement...). Le MMC accueille également le Materials Ageing Institute

## Laboratoire des Matériels Électriques

### Structure
Ce département est composé de sept groupes. Tous ont une activité d'essais.
- EP : Essais de Puissance
- EEDC : Essais d'Endurance, Diélectriques et Climatiques
- CREI : Composants de Réseaux Électriques Intelligents
- CALICE : Câble et Accessoires de LIaisons, Compatibilité Electromagnétique
- MNE : Maintenance et Nouveaux Equipements
- TBCME : Technologie de Batteries et Chimie des Matériaux Électriques
- S2ECP : Stockage Stationnaire, Électronique de Contrôle et de Puissance

### Concept Grid
Concept Grid est une plate-forme expérimentale située sur le site des Renardières. Il s’agit d’un système électrique intelligent (ou Smart Grid) dédié aux expérimentations et à la recherche. Contrairement aux réseaux de distribution approvisionnant des clients, il permet de mener des campagnes d’essais complexes et en conditions perturbées, sans affecter les usagers.
Inauguré par EDF le 13 septembre 2013, ce moyen d'essais a été conçu pour être représentatif des réseaux de distribution existants afin que les résultats des investigations grandeur nature qui y sont menées soient directement exploitables. La plate-forme est destinée à anticiper et accompagner l’évolution des réseaux vers les systèmes électriques intelligents. Au-delà de répondre aux besoins en R&D d’EDF, elle est ouverte aux industriels et équipementiers pour tester des innovations technologiques dans le domaine des smart grids.

#### Composition
Concept Grid a été spécifiquement construit pour être représentatif des systèmes électriques actuels et préparer leurs évolutions futures. Ce moyen d’essais comprend un véritable réseau de distribution intelligent étendu sur 3 hectares. Il est raccordé, de manière complémentaire, à d’autres laboratoires d’EDF Lab les Renardières pour rendre possible l’étude de problématiques additionnelles.
Il réunit : 
- 3 km de réseau moyenne tension (20 kV) qui alimentent un réseau basse tension de 7 km
- Des matériels électriques complémentaires installés dans un bâtiment industriel – tels que des cellules RLC (Résistance Inductance Capacité), un amplificateur et un simulateur – qui lui permettent de reproduire virtuellement les caractéristiques des réseaux de distribution de plus grande taille. Les cellules RLC simulent jusqu’à 120 km de lignes moyenne tension supplémentaires. L’amplificateur de puissance couplé au simulateur temps réel permet de générer des scénarios de production (jusqu’à 120 kVA) ou de consommation électrique (60 kVA max), puis de les associer au réseau réel de Concept Grid
- Des fonctions de types smart grid intégrées par un réseau de télécommunications (fibres optiques, radio et courants porteurs en ligne) et un système d’information. L’association du réseau de télécommunication et du système d’information au réseau moyenne et basse tension fait donc de Concept Grid un véritable réseau électrique intelligent
- Un quartier d’habitations[8] composé de cinq maisons de 20 m2 chacune qui incluent des équipements actuels ou anticipant les usages futurs : compteurs intelligents, appareils électroménagers pilotables à distance, pompes à chaleur réversibles, micro-éoliennes, panneaux photovoltaïques, bornes de recharge de véhicules électriques, solutions de stockage… Ce quartier d’habitations témoins regroupe ainsi des technologies nouvelles en matière d’énergies renouvelables, de stockage ou encore de mobilité électrique
- Divers bâtiments et laboratoires d’essais du site des Renardières connectés à Concept Grid, par exemple le laboratoire batterie et véhicule électrique ou le laboratoire domotique
- Un poste de conduite aux standards les plus récents pour superviser et piloter l’ensemble

#### Objectifs et missions
Les expérimentations menées sur Concept Grid visent à faciliter : 
- L’insertion de moyens de production décentralisée, de solutions de stockage, d’équipements à base d’électronique de puissance, y compris en conditions perturbées
- Le développement rapide de nouveaux usages de l’électricité (véhicules électriques, pompes à chaleur, etc.)
- L’intégration de matériels innovants, d’équipements et de protocoles issus des nouvelles technologies de l’information et de la communication
- L’évolution des modes de conduite et d’exploitation

#### Un outil flexible et polyvalent
Concept Grid peut s’adapter aux besoins d’utilisateurs très divers : industriels, distributeurs, académiques, etc. En effet, ce moyen d’essais peut être paramétré à la demande. Il est par exemple possible de choisir les longueurs de liaisons (en moyenne tension ou en basse tension simulées par des RLC), le régime de neutre, d’insérer ou non des productions décentralisées (éolienne ou photovoltaïque), de générer des perturbations sur le réseau et de les maintenir, d’utiliser des équipements liés aux nouveaux usages (pompes à chaleur, bornes de recharge de véhicules électriques, etc.). Toutes ces configurations rendent possible le test de nombreux matériels, selon un éventail d’essais très large.

#### Modalités de collaboration
Concept Grid est également conçu comme une plate-forme de coopération avec des partenaires, académiques ou industriels. Les expérimentations peuvent y être menées dans le cadre de partenariats. Des collaborations existent déjà avec Alcatel, l’Institut de recherche du groupe Hydro-Québec (IREQ), Supelec, Alstom ou encore le réseau européen d’instituts et de laboratoire de recherche « DERlab ».